# Восс, Исаак
Исаак Восс (лат. Isaac Vossius, 1618, Лейден — 21 февраля 1689, Виндзор) — нидерландский филолог и библиофил, собиратель рукописей.

## Биография
Пятый из шести сыновей гуманиста Герхарда Йоханнеса Восса (Фосса). Первоначальное образование получил в Лейдене у отца и старшего брата, далее обучался в Амстердаме. С ранних лет обучался не только латинскому, но и греческому и арабскому языкам, заинтересовался античной географией. В 1641—1644 годах путешествовал по Англии, Франции и Италии, посетил Флоренцию, Рим, Неаполь, Венецию и Милан. Именно в Италии он стал известным коллекционером древних рукописей. В Париже он познакомился с Гуго Гроцием (бывшего другом его отца) и Джеймсом Ашшером. В 1644 году Исаак Восс был назначен городским библиотекарем Амстердама, а в 1646 году унаследовал от старшего брата Матфея звание официального историографа Голландии и Зеландии. Однако собственно историческая наука его интересовала мало, и в 1671 году он лишился этой должности. С 1644 года был членом Королевского общества в Лондоне.
В 1648 году Восс был приглашён работать в библиотеке королевы Христины Шведской, он также давал ей уроки греческого языка. Уже тогда Исаак Восс прославился беспокойным характером и поссорился с собственным учителем и знаменитыми учёными при стокгольмском дворе (включая Декарта). В 1651 году Восс вновь отправился в путешествие в Италию и Францию. После отречения королевы в 1655 году, он сопровождал её в Брюссель и Амстердам, но в Рим не поехал, и обосновался в Гааге.
В Гааге он большей частью занимался философией и богословием, получая содержание от французского короля Людовика XIV, благодаря чему смог заняться изданием сочинений покойного отца. В 1670 году Восс переехал в Англию, где пользовался поддержкой короля Карла II. В том же году он получил докторскую степень по праву в Оксфордском университете. В 1673 году получил большое наследство и должность каноника в придворной капелле Виндзорского замка, которые сделали его финансово независимым. В 1673 году опубликовал свою наиболее известную работу De poematum cantu et viribus rhythmi, в которой представил обзор стихотворного ритма в античных языках и разработал теорию античной метрики. В 1688 году отказался от должности каноника в Виндзоре и вскоре скончался. Известность получил его отказ исповедаться и покаяться перед кончиной. Его библиотека, включавшая уникальные рукописи (например, «Лейденский Арат» и «Серебряный кодекс», полученный от королевы Христины в счёт задолженного жалованья), после смерти была продана Лейденскому университету.
Критики утверждали, что творчество И. Восса всегда находилось в тени его отца. С молодости он занимался изданием и комментированием древних литературных памятников, для чего собирал богатую библиотеку рукописей. Несмотря на сложный характер, он охотно помогал исследователям и позволял пользоваться своим книжным собранием. И. Восс никогда не был женат и вёл свободный образ жизни, шокировавший его окружение в протестантских Англии и Нидерландах.

## Труды
- De septuaginta interpretibus. 1661.
- De Nili et aliorum fluminum origine. Den Haag 1666.
- De poematum cantu et viribus rhythmi. Oxford 1673.
- De Sibyllinis oraculis. 1679.
- Variarum observationum liber. 1685.